# Верховазький район
Верхова́зький район (рос. Верховажский район) — адміністративна одиниця Вологодської області Російської Федерації.
Адміністративний центр — село Верховаж'є.

## Населення
Населення району становить 12744 особи (2019; 13898 у 2010, 15363 у 2002).

## Адміністративно-територіальний поділ
На території району 9 сільських поселень:
| Поселення                          | Площа, км² | Населення, осіб (2002) | Населення, осіб (2010) | Населення, осіб (2019) | Центр      | Населені пункти |
| ---------------------------------- | ---------- | ---------------------- | ---------------------- | ---------------------- | ---------- | --------------- |
| Верховазьке сільське поселення     | 91,23      | 5816                   | 5567                   | 5582                   | Верховаж'є | 5               |
| Верхівське сільське поселення      | 305,83     | 1449                   | 1061                   | 865                    | Сметанино  | 23              |
| Колензьке сільське поселення       | 275,10     | 1374                   | 849                    | 462                    | Ногинська  | 30              |
| Липецьке сільське поселення        | 187,55     | 586                    | 505                    | 465                    | Леушинська | 12              |
| Морозовське сільське поселення     | 474,67     | 1177                   | 940                    | 831                    | Морозово   | 19              |
| Нижньо-Вазьке сільське поселення   | 840,15     | 1763                   | 1675                   | 1677                   | Науміха    | 61              |
| Нижньокулойське сільське поселення | 352,84     | 956                    | 776                    | 656                    | Урусовська | 16              |
| Чушевицьке сільське поселення      | 705,88     | 2648                   | 2059                   | 1803                   | Чушевиці   | 41              |
| Шелотське сільське поселення       | 192,68     | 577                    | 466                    | 403                    | Шелота     | 23              |

- 8 квітня 2009 року ліквідовано Верхньотермензьке сільське поселення, його територія увійшла до складу Чушевицького сільського поселення[4].
- 25 червня 2015 року ліквідовано Олюшинське сільське поселення, його територія увійшла до складу Верхівського сільського поселення[5].
- 23 грудня 2015 року ліквідовано Климушинське сільське поселення, Наумовське сільське поселення та Термензьке сільське поселення, їхні території утворили нове Нижньо-Вазьке сільського поселення[6].
- 10 квітня 2017 року ліквідовано Сибірське сільське поселення, його територія увійшла до складу Колензького сільського поселення[7].

## Найбільші населені пункти
Нижче подано населені пункти з чисельністю населення понад 1000 осіб:
| № | Населений пункт | Населення, осіб (2002) | Населення, осіб (2010) |
| - | --------------- | ---------------------- | ---------------------- |
| 1 | Верховаж'є      | 5206                   | 5025                   |